# Charles Michael Davis
Charles Michael Davis (Dayton, 1 de dezembro de 1984) é um ator e modelo estado-unidense, de ascendência africana e filipina.

## Biografia
O seu pai é de Kentucky e a sua mãe é de Manila. Ele é descendente de afro-americanos e filipinos. Charles nasceu na cidade de Dayton, em Ohio nos Estados Unidos. 
Ele se formou no ensino médio pela escola de Stebbins High School em Riverside, um subúrbio de Dayton. Depois, o Charles recebeu o seu diploma como um "Bacharel em Ciências" pela pública Miami University, localizada em Oxford em Ohio; antes de se mudar para a cidade de Los Angeles na Califórnia no final de 2004. 

## Carreira
Davis começou com Jake Lang na Wings Model Management em Cincinnati, Ohio e mais tarde participou do evento Actors, Models e Talent for Christ (AMTC) da agência de talentos. Davis fez modelagem de impressão e comerciais para a Nike e FootLocker. 
Davis teve participações especiais como recorrentes em vários programas de televisão notáveis, incluindo That's So Raven, Switched at Birth, e também em Grey's Anatomy.
Em 2011, ele conseguiu um papel recorrente no BET's The Game como Kwan Kirkland, um quarterback para o San Diego Sabres.
Em fevereiro de 2013, foi anunciado que Davis foi escalado para um papel no elenco principal na série de televisão The Originals da The CW, um spin-off da série The Vampire Diaries, centrada na família original Mikaelson de vampiros após a sua mudança para a cidade de New Orleans, onde ele é o vampiro não original chamado Marcel. Na terceira temporada, o seu personagem vira o temido vampiro original aprimorado (ou "A Besta" da profecia da queda dos Mikaelson) com o veneno das sete primeiras matilhas de lobisomens.
Em 2020, ele co-estrelou ao lado da atriz Laura Harrier, o videoclipe musical da música "What's Love Got to Do with It", a nova versão remix de Kygo e Tina Turner.

## Vida pessoal
Davis estava em um relacionamento com a coreógrafa e modelo Katrina Amato.
No entanto, em 19 de setembro de 2014 episódio do talk show CBS, The Talk, ele revelou que ele é recém-solteiro.

## Filmografia
| Ano  | Título                    | Personagem    | Notas        |
| ---- | ------------------------- | ------------- | ------------ |
| 2013 | Outro Estado              | Ramirez       | Pós-produção |
| 2019 | Same Time, Next Christmas | Jeff Williams | Filme        |

| Ano       | Título              | Personagem                     | Notas                                                          |
| --------- | ------------------- | ------------------------------ | -------------------------------------------------------------- |
| 2011      | Switched at Birth   | Liam Lupo                      | Papel recorrente                                               |
| 2013      | Grey's Anatomy      | Dr. Jason Myers                | Papel recorrente; 7 episódios                                  |
| 2013      | The Vampire Diaries | Marcellus "Marcel" Gerard      | Episódio: "The Originals" da temporada 4                       |
| 2013-2018 | The Originals       | Marcellus "Marcel" Gerard      | Elenco principal                                               |
| 2017-2019 | Younger             | Zane Anders                    | Elenco recorrente (4 temporada) Elenco principal (5 temporada) |
| 2019      | For The People      | Ted                            | Elenco principal (2 temporada)                                 |
| 2020      | NCIS: New Orleans   | Agente Especial Quentin Carter | Elenco principal (6 temporada)                                 |

### Como diretor de televisão
| Ano  | Projeto       | Episódio dirigido                             | Notas       |
| ---- | ------------- | --------------------------------------------- | ----------- |
| 2017 | The Originals | Episódio: "High Water and a Devil's Daughter" | Temporada 4 |
| 2018 | The Originals | Episódio: "What, Will, I, Have, Left"         | Temporada 5 |

### Videoclipes
| Ano  | Título                        | Creditado como        | Notas                                             |
| ---- | ----------------------------- | --------------------- | ------------------------------------------------- |
| 2020 | What's Love Got to Do with It | Charles Michael Davis | Principal; no vídeo musical de Kygo e Tina Turner |